# سومیس (کالیفرنیا)
سومیس (به انگلیسی: Somis) یک منطقهٔ مسکونی در ایالات متحده آمریکا است که در شهرستان ونچورا، کالیفرنیا واقع شده‌است. سومیس ۳٬۱۷۹ نفر جمعیت دارد.